# John H. Knox
John Knox foi o primeiro relator especial das Nações Unidas sobre direitos humanos e questões ambientais servindo de 2012 a 2018.

## Educação
Knox formou-se com honras pela Stanford Law School em 1987 e obteve um B.A. em Economia e Inglês pela Rice University em 1984.

## Prémios
Em 2003 a Sociedade Americana de Direito Internacional concedeu a Knox o Prémio Francis Deák, homenageando-o como um jovem autor que fez uma "contribuição meritória à erudição jurídica internacional".